# Římskokatolická farnost Úhonice
Římskokatolická farnost Úhonice je jedno z územních společenství římských katolíků v berounském vikariátu s farním kostelem Panny Marie.

## Kostely farnosti
| Kostel         | Místo   | Bohoslužba                    |
| -------------- | ------- | ----------------------------- |
| Panny Marie    | Úhonice | ne 08.00 po út čt pá so 17.30 |
| Vzkříšení Páně | Úhonice |                               |

## Osoby ve farnosti
P. Mgr. Daniel Peter Janáček O.Praem., administrátor exc.